# West Riding of Yorkshire
Il West Riding of Yorkshire è una delle tre suddivisioni storiche dello Yorkshire, in Inghilterra, insieme all'East e North Riding.

## Storia
Dal 1889 al 1974 la contea amministrativa County of York, West Riding (l'area sotto il controllo della West Riding County Council) si è basata strettamente sui confini storici. La Luogotenenza a quel tempo comprendeva la città di York e come tale è stata nominata West Riding of the County of York and the County of the City of York.
La suddivisione amministrativa fu fondata nel 1889 e aveva sede a Wakefield. Nel 1974 furono cancellate sia la suddivisione amministrativa che l'area di Luogotenenza corrispondenti ai confini del Riding, al posto della quale furono istituite le contee del West Yorkshire, South Yorkshire, North Yorkshire, Lancashire, Cumbria, Greater Manchester e Humberside.

## Geografia
Il West Riding occupa una superficie di 7.169 km²  (1.771.562 acri) da Sheffield nel sud a Sedbergh nel nord e da Dunsop Bridge a ovest fino Adlingfleet a est.
Diversamente dalla maggior parte delle contee inglesi che sono stati divisi in centene, Yorkshire, essendo così grande, è stato diviso prima in thrithjungar (una parola norrena che significa 'terze parti'), successivamente diventati i tre Riding (East, North e West) oltre alla città di York (che si trovava all'interno delle mura e non faceva parte di alcun riding).
Ogni riding è stato poi diviso in wapentakes, una divisione simile alle centene del sud dell'Inghilterra, e in quattro ward, le contee più a nord storiche d'Inghilterra.
I wapentakes del West Riding erano Agbrigg and Morley, Barkston Ash, Ewcross, Claro, Osgoldcross, Skyrack, Staincliffe, Staincross, Strafforth e Tickhill.
Il distretto industriale del sud, considerato nella sua più ampia applicazione del termine, esteso verso nord da Sheffield a Skipton e verso est da Sheffield a Doncaster, copre meno della metà del riding.
All'interno di questo distretto erano presenti: Barnsley, Batley, Bradford, Brighouse, Dewsbury, Doncaster, Halifax, Huddersfield, Keighley, Leeds, Morley, Ossett, Pontefract, Pudsey, Rotherham, Sheffield, Todmorden (in parte nel Lancashire fino al 1888, quando è completamente incorporato nel Yorkshire) e Wakefield. I principali centri in altre parti del riding: Harrogate e Ripon.

## Divisioni amministrative
|  | 1. Ewcross 2. Staincliffe – West Division 3. Staincliffe – East Division 4. Claro – Lower Division 5. Strafforth and Tickhill – Lower Division 6. Morley 7. Skyrack – Upper Division 8. Claro – Upper Division 9. Skyrack – Lower Division 10. Barkston Ash 11. Agbrigg 12. Staincross 13. Osgoldcross 14. Strafforth and Tickhill – Upper Division |  | Wapentakes |  |  |